# Monument classé de Grade I et II* dans le borough londonien de Croydon
Il existe plus de 9 000 bâtiments classés Grade I et 20 000 bâtiments classés Grade II * en Angleterre. Cette page est une liste de ces bâtiments du Borough londonien de Croydon.

## Grade I
| Nom                                             | Localisation | Type                   | Terminé             | Date            | Grille réf/Coordonnées                   | Numéro  | Image      |
| ----------------------------------------------- | ------------ | ---------------------- | ------------------- | --------------- | ---------------------------------------- | ------- | ---------- |
| Église de All Saints                            | Sanderstead  | Église paroissiale     | Fin du XIIIe siècle | 20 mai 1954     | TQ3413861485 51° 20′ 12″ N, 0° 04′ 33″ O | 1079341 | Voir aussi |
| Église de St John the Evangelist                | Coulsdon     | Église                 | 1250                | 20 mai 1954     | TQ3127358187 51° 18′ 28″ N, 0° 07′ 05″ O | 1188464 | Voir aussi |
| Église de St Mary                               | Croydon      | Église                 | 1080                | 29 janvier 1951 | TQ3710463991 51° 21′ 30″ N, 0° 01′ 56″ O | 1079343 | Voir aussi |
| Hôpital de la Sainte Trinité (Hôpital Whitgift) | Croydon      | Aumônerie              | 1599                | 29 janvier 1951 | TQ3232565584 51° 22′ 26″ N, 0° 06′ 01″ O | 1188846 | Voir aussi |
| Old Palace School (Palais de Croydon)           | Croydon      | Palais de l'archevêque | XVe siècle          | 29 janvier 1951 | TQ3197065392 51° 22′ 20″ N, 0° 06′ 20″ O | 1079296 | Voir aussi |
| Église Paroissiale de St John the Baptist       | Croydon      | Église paroissiale     | XVe siècle          | 29 janvier 1951 | TQ3193665440 51° 22′ 22″ N, 0° 06′ 21″ O | 1079319 | Voir aussi |
| Église Paroissiale de St Michael and All Angels | Croydon      | Église paroissiale     | 1880–85             | 20 mai 1954     | TQ3226366068 51° 22′ 42″ N, 0° 06′ 03″ O | 1079297 | Voir aussi |

## Grade II*
| Nom                                             | Localisation  | Type                | Terminé             | Date             | Grille réf/Coordonnées                   | Numéro  | Image      |
| ----------------------------------------------- | ------------- | ------------------- | ------------------- | ---------------- | ---------------------------------------- | ------- | ---------- |
| Addington Palace (Royal School of Church Music) | Croydon       | Maison              | 1772                | 29 janvier 1951  | TQ3636963609 51° 21′ 19″ N, 0° 02′ 35″ O | 1358819 | Voir aussi |
| Airport House                                   | Croydon       | Terminal d'aéroport | 1928                | 1er août 1978    | TQ3116663615 51° 21′ 23″ N, 0° 07′ 03″ O | 1188970 | Voir aussi |
| Église de St Augustine                          | Croydon       | Église              | 1881–84             | 29 octobre 1976  | TQ3242463237 51° 21′ 10″ N, 0° 05′ 59″ O | 1079301 | Voir aussi |
| Église de St James                              | Croydon       | Église              | 1829                | 29 octobre 1976  | TQ3266766451 51° 22′ 54″ N, 0° 05′ 42″ O | 1294484 | Voir aussi |
| St John the Evangelist                          | Upper Norwood | Église              | 1878–87             | 29 octobre 1976  | TQ3360969805 51° 24′ 42″ N, 0° 04′ 49″ O | 1079275 | Voir aussi |
| Église de St Mary Magdalene                     | Addiscombe    | Église              | 1868                | 29 octobre 1976  | TQ3353166011 51° 22′ 39″ N, 0° 04′ 58″ O | 1358794 | Voir aussi |
| Église des Holy Innocents, et mur d'enceinte    | Croydon       | Église              | 1894–95             | 29 novembre 1976 | TQ3369768196 51° 23′ 49″ N, 0° 04′ 46″ O | 1079303 | Voir aussi |
| Wrencote House                                  | Croydon       | Maison              | Fin du XVIIe siècle | 29 janvier 1951  | TQ3238265149 51° 22′ 12″ N, 0° 05′ 59″ O | 1079291 | Voir aussi |
| Croydon War Memorial                            | Croydon       | Mémorial            | 1921                | 19 novembre 1973 | TQ3239265405 51° 22′ 20″ N, 0° 05′ 58″ O | 1268438 | Voir aussi |